# خانواده زبان اشاره دانمارکی
خانواده زبان اشاره دانمارکی یک خانواده زبانی اشاره متشکل از زبان اشاره دانمارکی، زبان اشاره نروژی (شامل زبان اشاره ماداگاسکاری) و زبان اشاره ایسلندی است. این خانواده خود زیرگروه خانواده زبان اشاره فرانسوی است.